# Geboortehuis Louis Pasteur

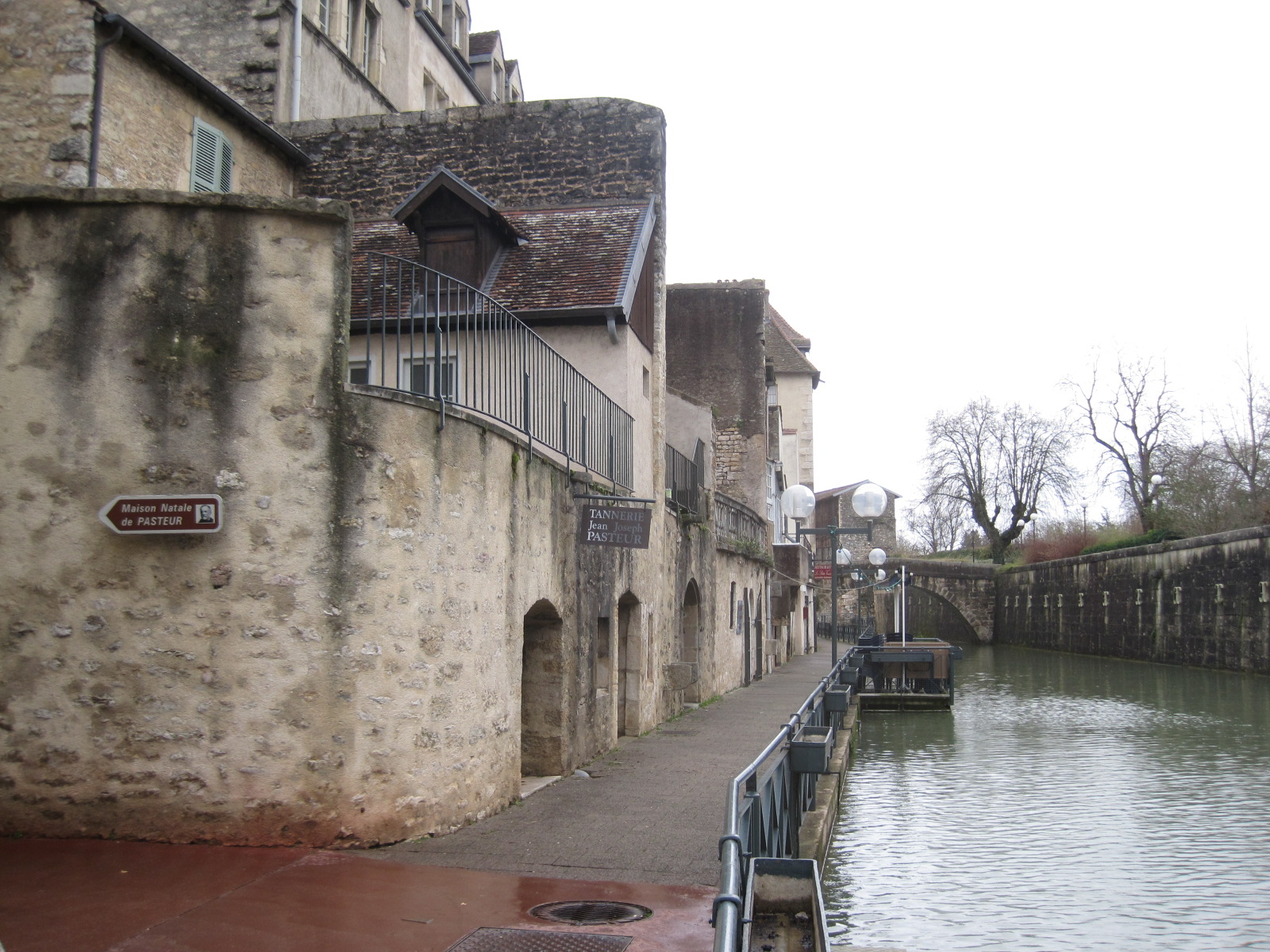
Geboortehuis van Louis Pasteur, aan het kanaal der leerlooiers in Dole (Frankrijk)

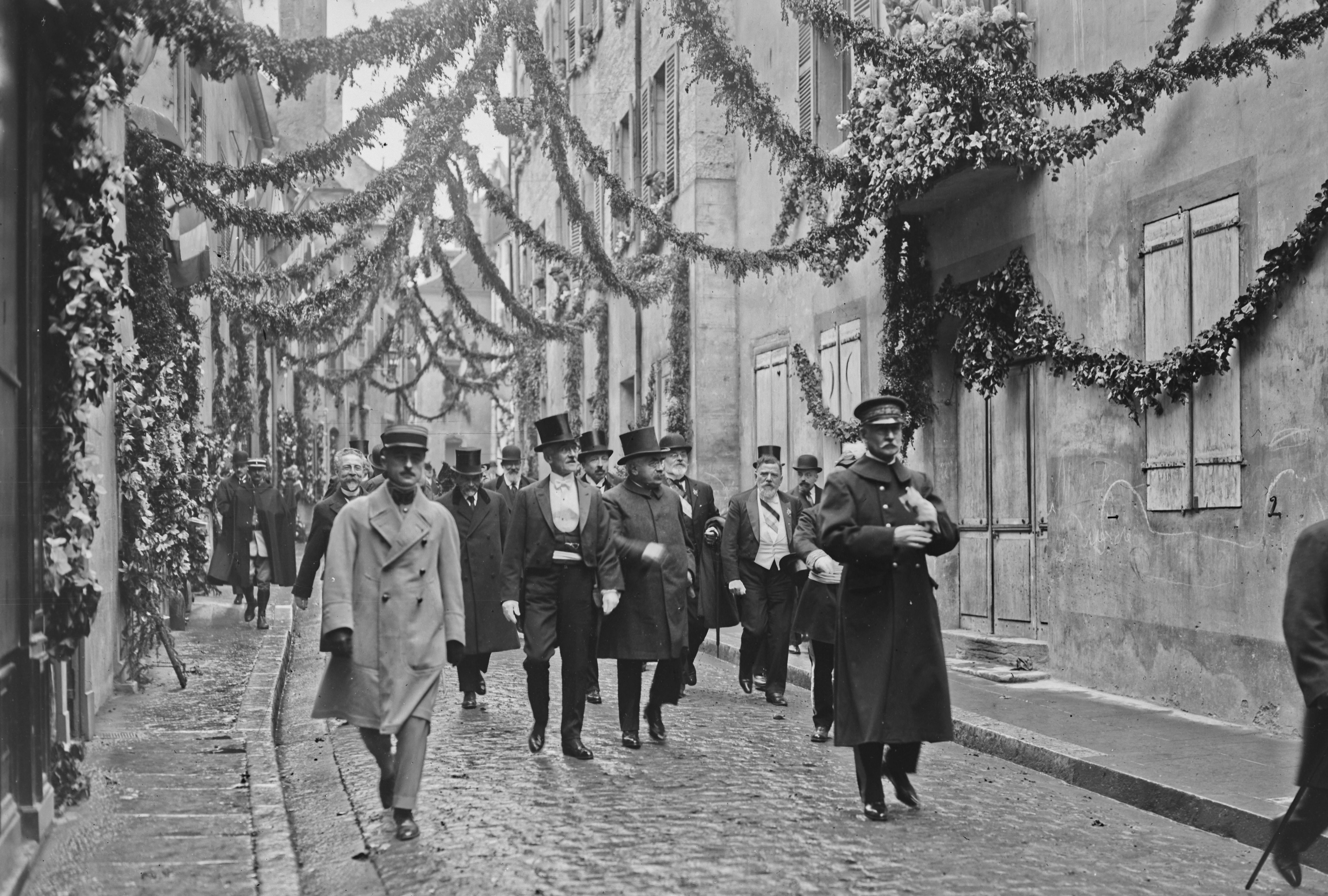
President Millerand opende het museum Louis Pasteur (1923)

Het geboortehuis van Louis Pasteur staat in Dole, departement Jura, in de Franse streek Franche-Comté. Hier werd Louis Pasteur geboren op 27 december 1822. In 1825 trok de familie al weg uit Dole.

## Huis
De woning werd gebouwd in 1744, in een wijk van leerlooiers, en werd in 1767 herbouwd voor de activiteit van leerlooierij. Het huis ligt aan het kanaal der leerlooiers (Canal des Tanneurs), want leerlooierij vraagt voldoende wateraanvoer. In de kelder van de woning stonden citernen met water en vaten voor looizouten. In 1820 kocht de vader van Louis Pasteur de woning; hij was leerlooier. De familie verhuisde in 1825 naar Marnoz. 
Het huis in Dole werd doorverkocht aan andere leerlooiers. Op 14 juli 1883 huldigde Louis Pasteur zelf een gedenkplaat in aan het geboortehuis. Het huis bleef een leerlooierij tot in 1912 toen de stad Dole het huis omwille van historische waarde opkocht. President Millerand van Frankrijk opende er het museum Louis Pasteur in 1923. Het was het eerste museum in Frankrijk gewijd aan Louis Pasteur. Het huis werd datzelfde jaar beschermd erfgoed (1923). In 1934 kocht de stad een tweede leerlooierhuisje om het museumpand te vergroten.
Tegenwoordig toont het museum wat de wetenschappelijke werken van Louis Pasteur zijn, met name wat pasteuriseren is. Ook persoonlijke voorwerpen van de familie Pasteur worden getoond.

## Ouders Pasteur
Vader Pasteur, Jean-Joseph Pasteur, verliet het Napoleontische leger in april 1814, met goedkeuring van het Restauratieregime in Parijs. Hij werd leerlooier in Dole. Zijn familieleden deden ook dit werk. Jean-Joseph Pasteur huwde met Jeanne-Etiennette Roqui en het echtpaar installeerde zich in het bewuste huis in Dole in 1820. Louis Pasteur was hun derde kind, geboren op 27 december 1822. De familie verhuisde in 1825 naar Marnoz naar een huis dat zij via erfenis van Pasteurs grootmoeder aan moeders kant hadden verworven. Maar omdat grootmoeders huis niet geschikt bleek voor leerlooierij, verhuisde de familie vervolgens naar Arbois (1830). Daar aan de oevers van de rivier Cuisance was vader Pasteur wel goed voorzien voor leerlooierij.